# Denys de La Patellière
Denis Dubois de La Patellière, mer känd som Denys de La Patellière, född 8 mars 1921 i Nantes, död 21 juli 2013, var en fransk filmregissör och manusförfattare. Han kom från en militärfamilj och började att utbilda sig vid École spéciale militaire de Saint-Cyr innan han hamnade i filmbranschen. Under 1950- och 1960-talet hade han flera stora publikframgångar. En av hans kändaste filmer är Taxi till Tobruk från 1961.

## Filmregi i urval
- Les Aristocrates (1955)
- Le Salaire du péché (1956)
- Död mans hämnd (1957)
- Thérèse Etienne - het ung kvinna (1958)
- Vi de rikaste (1958)
- Att leva... att älska (1959)
- En gata i Paris (1959)
- Taxi till Tobruk (1961)
- Le bateau d'Émile (1962)
- Tempo di Roma (1962)
- Jag älskar när åskan går (1965)
- Marco Polo - äventyrens man (1965)
- Rififi i Paris (1965)
- Caroline chérie (1968)
- Den tatuerade legionären (1968)
- Prêtres interdits (1973)